# Shirley Álvarez
Shirley de los Angeles Álvarez Sandoval (Cartago, 14 de enero de 1980) es una famosa presentadora y modelo costarricense. Fue Miss Costa Rica Mundo 2002 y actualmente trabaja como presentadora de Dancing with the Stars.

## Biografía
Shirley Álvarez nació en Cartago, el 14 de enero de 1980, poco después se muda a un distrito de Desamparados en la provincia de San José. Su historia y amor por el modelaje surgió cuando su padre la inscribió en un concurso infantil de modelaje, transmitido por el programa Recreo Grande, resultando ganadora e incorporándose al elenco del programa infantil. Después de esta experiencia su vida continuó con total naturalidad cursando la escuela y el colegio.
En el año de 1998 decide cursar la carrera de Administración de Negocios con énfasis en Mercadeo en la Universidad de las Américas (UIA). Pero se volvería a topar con el modelaje cuando en el año de 1999 decide participar en el concurso Miss Hawaiian Tropic en las Vegas. La participación en el certamen anterior la envolvió en la euforia de los concursos de belleza, para luego participar en Tica Linda 2000 obteniendo el título de segunda dama.
En el 2002 decide participar en el certamen de belleza más importante de Costa Rica: Miss Costa Rica. Para esta ocasión obtiene el segundo lugar y es coronada como  Miss Costa Rica Mundo 2002. Sin embargo con el título anterior en sus manos, decidió no a la final de Miss Mundo 2002 que se realizó en Nigeria, la ausencia se debió como muestra de repudio contra la condena a muerte por lapidación impuesta a Amina Lawal, una mujer nigeriana acusada de adulterio por haber tenido un hijo fuera de matrimonio.
La decisión anterior estuvo llena de conflictos debido a que después de que el Gobierno de Costa Rica se postulará en contra de la violación de los derechos humanos de las mujeres en Nigeria, Shirley comenzó a recibir llamadas con amenazas de muerte si participaba en el concurso de Miss Mundo.
Después de sus triunfos anteriores su carrera como modelo también se llenó de éxitos en otros certámenes como Miss Turismo International,  Miss Asia Pacific y Reina Internacional del Café.
Su participación en televisión se da cuando en el 2007 gana el casting para ser presentadora del programa Habitat Soluciones de Teletica. En ese mismo año se le ofrece la oportunidad de participar como una celebridad en el reality show  Bailando por un Sueño, obteniendo excelentes puntajes por parte de los jueces, llega a liderar las tablas de posiciones en cada una de las galas del programa. Sin embargo, en la final del concurso, el público la ubicó en segundo lugar de preferencia. 
Teletica decide que Shirley Álvarez y su soñador Ricardo Granados eran los ideales para representar a Costa Rica en el programa de Televisa Bailando por un sueño: primer campeonato mundial de baile, en mismo programa después de mucho esfuerzo obtienen el quinto lugar en el concurso.
Sin duda alguna, la exposición en los dos anteriores reality show, la convirtieron en una gran personalidad de la televisión costarricense. Participando como presentadora de programas como En Vivo y Miss Costa Rica.
En el 2014 ingresó como presentadora del programa de farándula 7 Estrellas y por su destacado trabajo fue enviada como reportera al Mundial de Fútbol Brasil 2014. Teletica seleccionó a Shirley para ser presentadora del programa estrella de los domingos, Dancing with the Stars,  en su primera temporada de 2014. Posteriormente, ha sido presentadora de la segunda, tercera, cuarta, quinta, sexta y séptima temporadas del show en 2015, 2016, 2017, 2018, 2019 y 2022.

## Trayectoria

### Modelaje
| Certamen                               | Sede del concurso | Año  | Título             |
| -------------------------------------- | ----------------- | ---- | ------------------ |
| Miss Hawaiian Tropic                   | Costa Rica        | 1999 | Ganadora           |
| Miss Hawaiian Tropic Internacional     | Estados Unidos    | 1999 | Participante       |
| Tica Linda                             | Costa Rica        | 2000 | Segunda Dama       |
| Miss Costa Rica Mundo                  | Costa Rica        | 2001 | Miss Mundo         |
| Miss Costa Rica                        | Costa Rica        | 2002 | Segundo Lugar      |
| Miss Turismo Internacional             | México            | 2002 | Virreina           |
| Reina del Mar Nacional e Internacional | Colombia          | 2002 | Reina de la Prensa |
| Miss Asia Pacific                      | Filipinas         | 2002 | Primer Lugar       |
| Reina Internacional del Café           | Colombia          | 2002 | Primer Lugar       |

### Televisión
| Programa                                                  | Televisora | Rol                              | Año       |
| --------------------------------------------------------- | ---------- | -------------------------------- | --------- |
| Recreo Grande                                             | Teletica   | Participante y Copresentadora    | 1988-1989 |
| Hábitat Soluciones                                        | Teletica   | Presentadora                     | 2007      |
| Bailando por un Sueño-Primera Temporada                   | Teletica   | Celebridad participante-2º lugar | 2007      |
| Bailando por un sueño: primer campeonato mundial de baile | Televisa   | Celebridad participante-5º lugar | 2007      |
| En Vivo                                                   | Teletica   | Presentadora                     | 2008      |
| Bienes Raíces TV                                          | Teletica   | Presentadora                     | 2008-2009 |
| Miss Costa Rica                                           | Teletica   | Presentadora                     | 2009      |
| La Rueda de la Fortuna                                    | Teletica   | Presentadora                     | 2009-2015 |
| Miss Costa Rica                                           | Teletica   | Presentadora                     | 2013      |
| Dancing with the Stars-Primera Temporada                  | Teletica   | Presentadora                     | 2014      |
| 7 Estrellas                                               | Teletica   | Presentadora                     | 2014      |
| Tu cara me suena-Primera Temporada                        | Teletica   | Copresentadora                   | 2015      |
| Dancing with the Stars-Segunda Temporada                  | Teletica   | Presentadora                     | 2015      |
| Dancing with the Stars-Tercera Temporada                  | Teletica   | Presentadora                     | 2016      |
| Más que Noticias                                          | Teletica   | Presentadora                     | 2016-2017 |
| Dancing with the Stars-Cuarta Temporada                   | Teletica   | Presentadora                     | 2017      |
| Dancing with the Stars-Quinta Temporada                   | Teletica   | Presentadora                     | 2018      |
| Dancing with the Stars-Sexta Temporada                    | Teletica   | Presentadora                     | 2019      |
| Hábitat Soluciones                                        | Teletica   | Presentadora                     | 2019-2022 |
| Tenemos que hablar                                        | Teletica   | Presentadora                     | 2019-2023 |
| Dancing with the Stars-Séptima Temporada                  | Teletica   | Presentadora                     | 2022      |
| De boca en boca                                           | Teletica   | Presentadora                     | 2022-2023 |